# Prithvi Rajmarg
Der Prithvi Rajmarg (Nepali पृथ्वी राजमार्ग; englisch Prithvi Highway) ist eine Fernstraße in Nepal, die die Hauptstadt Kathmandu mit der weiter westlich gelegenen Stadt Pokhara verbindet.
Die 174 km lange Überlandstraße verläuft von Pokhara im Tal des Seti Gandaki über Lekhnath nach 
Shuklagandaki. Weiter führt die Straße über Vyas nach Dumre ins Tal des Marsyangdi. Sie folgt dem Fluss über Ambukhaireni bis zu dessen Mündung. Anschließend verläuft der Prithvi Rajmarg flussaufwärts entlang der Trishuli. Schließlich zweigt er nach Osten ab. Bei Naubise trifft der Tribhuvan Rajmarg von Süden kommend auf den Prithvi Rajmarg. Der Prithvi Rajmarg erreicht den Großraum Kathmandu und endet in der Hauptstadt. Die Fernstraße wurde 1974 fertiggestellt.